# Primordiales Lithiumproblem
Das Primordiale Lithiumproblem (auch kosmologisches Lithiumproblem) beschreibt die um einen Faktor 2–3 zu geringe Häufigkeit von 7Li in alten Sternen, verglichen mit den zu erwartenden Ergebnissen der primordialen Nukleosynthese, einer Theorie zur Bildung der ersten Atomkerne kurz nach dem Urknall.
Nach dem kosmologischen Standardmodell wurde die gesamte baryonische Materie des Universums innerhalb der ersten drei Minuten aus der Expansion einer Singularität durch die primordiale Nukleosynthese erschaffen. Die Theorie beschreibt die Häufigkeit der dabei entstandenen Elemente Wasserstoff, Deuterium und Helium mit hoher Genauigkeit. Diese Vorhersagen sind für Helium und Deuterium im Rahmen der Messgenauigkeit bestätigt worden durch Beobachtungen von Galaxien mit hoher Rotverschiebung. Im Gegensatz dazu liegt die beobachtete Häufigkeit von Lithium-7 um einen Faktor 2–3 mit einer Signifikanz von 4–5 Standardabweichungen unterhalb des Erwartungswertes.
Das kosmologische Lithiumproblem ist zunächst bei Weißen Zwergen im Halo der Milchstraße nachgewiesen worden und kann inzwischen auch bei einer Reihe von Population-II-Sternen mit geringer Metallizität beobachtet werden.
Zur Lösung des Problems sind drei prinzipielle Lösungen vorgeschlagen worden:
- Astrophysikalische Lösungen versuchen die geringere Häufigkeit des 7Li zu erklären als eine Folge seiner unerwartet effektiven Zerstörung durch thermonukleare Reaktionen im Inneren der ersten Stern-Generationen.
- Lösungen im Bereich der Kernphysik erklären die Abweichungen durch Änderungen der Kernreaktionsraten bei der Bildung oder Zerstörung von Lithium.
- Lösungen jenseits des Standardmodells der Kosmologie berücksichtigen den Zerfall dunkler Materie, Supersymmetrie oder alternative kosmologische Modelle.